# Slovenska hokejska liga 1996/97
Sezona 1996/97 Slovenske hokejske lige je bila šesta sezona slovenskega prvenstva v hokeju na ledu. Naslov slovenskega prvaka so tretjič osvojili hokejisti HK Olimpija Hertz, ki so v finalu s 4:0 v zmagah premagali HK Acroni Jesenice.

## Redni del

### Prvi del

#### Zgornja skupina
Vštete so tudi medsebojne tekme v Alpske lige.
| Mesto | Klub              | Točke | OT | Z  | N | P | DG  | PG | GR  |
| ----- | ----------------- | ----- | -- | -- | - | - | --- | -- | --- |
| 1     | HK Olimpija Hertz | 68    | 10 | 10 | 0 | 0 | 96  | 15 | +81 |
| 2     | HK Jesenice       | 52    | 10 | 9  | 0 | 1 | 106 | 20 | +86 |
| 3     | HK Bled           | 47    | 10 | 10 | 0 | 0 | 104 | 18 | +86 |

#### Spodnja skupina
Zmagovalec se je uvrstil v skupino za 1. do 4. mesto
| Mesto | Klub                 | Točke | OT | Z | N | P | DG  | PG  | GR   |
| ----- | -------------------- | ----- | -- | - | - | - | --- | --- | ---- |
| 1     | HK Triglav           | 44    | 28 |   |   |   | 189 | 78  | +111 |
| 2     | HK Slavija Ljubljana | 34    | 28 |   |   |   | 130 | 78  | +52  |
| 3     | HDK Stavbar Maribor  | 21    | 28 |   |   |   | 75  | 172 | -97  |
| 4     | HK Kranjska Gora     | 14    | 28 |   |   |   | 93  | 166 | -73  |
| 5     | HK Celje             | 7     | 28 |   |   |   | 48  | 271 | -223 |

### Drugi del

#### 1. do 4. mesto
| Mesto | Klub              | Točke  | OT | Z | N | P | DG | PG | GR  |
| ----- | ----------------- | ------ | -- | - | - | - | -- | -- | --- |
| 1     | HK Olimpija Hertz | 12 (2) | 6  | 5 | 0 | 1 | 29 | 10 | +19 |
| 2     | HK Jesenice       | 10 (1) | 6  | 4 | 1 | 1 | 32 | 16 | +16 |
| 3     | HK Bled           | 5      | 6  | 2 | 1 | 3 | 27 | 33 | -6  |
| 4     | HK Triglav Kranj  | 0      | 6  | 0 | 0 | 6 | 13 | 42 | -29 |

#### 5. do 8. mesto
| Mesto | Klub                 | Točke  | OT | Z | N | P | DG | PG | GR  |
| ----- | -------------------- | ------ | -- | - | - | - | -- | -- | --- |
| 1     | HK Slavija Ljubljana | 14 (3) | 6  |   |   |   | 55 | 12 | +43 |
| 2     | HK Kranjska Gora     | 8 (1)  | 6  |   |   |   | 17 | 30 | -13 |
| 3     | HDK Stavbar Maribor  | 7 (2)  | 6  |   |   |   | 27 | 30 | -3  |
| 4     | HK Celje             | 1      | 6  |   |   |   | 16 | 43 | -27 |

## Končnica

### Za tretje mesto
Igralo se je na dve zmagi po sistemu 1-1-1.
|  | HK Bled | 7:4 | HK Triglav Kranj | Ledena dvorana, Bled |

| Poročilo tekme | Poročilo tekme | Poročilo tekme | Poročilo tekme | Poročilo tekme |
| -------------- | -------------- | -------------- | -------------- | -------------- |
|                |                |                |                |                |

|  | HK Triglav Kranj | 7:8 | HK Bled | Arena Zlato polje, Kranj |

| Poročilo tekme | Poročilo tekme | Poročilo tekme | Poročilo tekme | Poročilo tekme |
| -------------- | -------------- | -------------- | -------------- | -------------- |
|                |                |                |                |                |

### Finale
Igralo se je na štiri zmage po sistemu 1-1-1-1-1-1-1, * - po podaljšku.
|  | HK Olimpija Hertz | 2:1* | HK Acroni Jesenice | Hala Tivoli, Ljubljana |

| Poročilo tekme | Poročilo tekme | Poročilo tekme       | Poročilo tekme | Poročilo tekme |
| -------------- | -------------- | -------------------- | -------------- | -------------- |
|                |                | (0:0, 1:1, 0:0, 1:0) |                |                |

|  | HK Acroni Jesenice | 2:4 | HK Olimpija Hertz | Dvorana Podmežakla, Jesenice |

| Poročilo tekme | Poročilo tekme | Poročilo tekme  | Poročilo tekme | Poročilo tekme |
| -------------- | -------------- | --------------- | -------------- | -------------- |
|                |                | (0:1, 1:1, 1:2) |                |                |

|  | HK Olimpija Hertz | 8:2 | HK Acroni Jesenice | Hala Tivoli, Ljubljana |

| Poročilo tekme | Poročilo tekme | Poročilo tekme  | Poročilo tekme | Poročilo tekme |
| -------------- | -------------- | --------------- | -------------- | -------------- |
|                |                | (4:1, 1:1, 3:0) |                |                |

|  | HK Acroni Jesenice | 1:5 | HK Olimpija Hertz | Dvorana Podmežakla, Jesenice |

| Poročilo tekme | Poročilo tekme | Poročilo tekme  | Poročilo tekme | Poročilo tekme |
| -------------- | -------------- | --------------- | -------------- | -------------- |
|                |                | (0:3, 0:1, 1:1) |                |                |

## Končna lestvica prvenstva
1. HK Olimpija Hertz
2. HK Acroni Jesenice
3. HK Sportina Bled
4. HK Triglav Kranj
5. HK Slavija Jata
6. HK HIT Casino Kranjska Gora
7. HDK Maribor
8. HK Celje

## Najboljši strelci
G - goli, P - podaje, T - točke
| #  | Igralec           | Klub               | G  | P  | T   |
| -- | ----------------- | ------------------ | -- | -- | --- |
| 1  | David Haas        | HK Olimpija Hertz  | 45 | 56 | 101 |
| 2  | James Sandy Smith | HK Olimpija Hertz  | 39 | 55 | 94  |
| 3  | Tomaž Vnuk        | HK Olimpija Hertz  | 41 | 46 | 87  |
| 4  | Nik Zupančič      | HK Sportina Bled   | 45 | 36 | 81  |
| 5  | Josef Pethö       | HK Triglav Kranj   | 36 | 41 | 77  |
| 6  | Dmitrij Šamolin   | HK Acroni Jesenice | 33 | 44 | 77  |
| 7  | Jure Vnuk         | HK Olimpija Hertz  | 32 | 43 | 75  |
| 8  | Michal Konečny    | HK Triglav Kranj   | 24 | 43 | 67  |
| 9  | Ivo Jan           | HK Olimpija Hertz  | 35 | 31 | 66  |
| 10 | Sergej Stolbun    | HK Slavija Jata    | 34 | 32 | 66  |